# Big Cat (film)
 Big Cat (ang. The Big Cat) – amerykański film z 1949 roku w reżyserii Phila Karlsona.

## Obsada
- Lon McCallister jako Danny Turner
- Peggy Ann Garner jako Doris Cooper
- Preston Foster jako Tom Eggers
- Forrest Tucker jako Gil Hawks
- Skip Homeier jako Jim Hawks, syn Gila
- Sara Haden jako pani Mary Cooper
- Irving Bacon jako listonosz Matt Cooper
- Gene Reynolds jako Wid Hawks, syn Gila